# Fürdő-sziget
A Fürdő-sziget a Duna egykori szigete. Budapesten, az Árpád hídtól közvetlenül északra, a Dagály fürdő mellett húzódott.

## Fekvése
A Fürdő-sziget a Rákos-patak torkolatánál feküdt, legnagyobb hossza 700 lépés, szélessége 150 lépés volt 1857-ben. A Duna-szabályozás előtti meder a mai Népfürdő utca mentén húzódott. A Dráva utca és a Rákos-patak torkolata között 1870-1878 között épült gát védelmében a 19. század végére jelentős ipari környék alakult ki számos gyárral, gőzmalommal és egyéb üzemmel. A 19. század végén feltöltött területen kiépített gát nagyjából érinti az egykori sziget keleti oldalát. Legdélebbi pontja nem érte el a mai Árpád híd vonalát.

## Története
A római időkben a sziget stratégiai fontosságú szerepet töltött be Aquincum és Transaquincum között. 1857-ben Zsigmondy Gusztáv mérnök 4 római hídpillér cölöprács alapozását dokumentálta. A szigeten feltörő hévforrások római fürdő(ke)t tápláltak. 1775-ben a Vác városát részben elpusztító jeges árvíz felszínét letarolta, növényzetét, fürdőjének romjait elpusztította. Ettől kezdve a sziget zátonnyá alakult, és csak alacsony vízállásnál emelkedett ki a Dunából. 1874-ben a Dunagőzhajózási Társaság folyószabályozás okán az egész szigetet elkotortatta.

## Hévforrásai
Buda és Pest vízellátásnak problémái kapcsán az 1850-es években a figyelem középpontjába került a Fürdő-sziget. 1854, 1855 és 1857-ben Szabó József geológus tanulmányozta a forrásokat. 1857 márciusában 12 olyan forrást talált, melyek hőfoka meghaladta a 40 fokot. A legmelegebb közülük 42,2 Celsius-fok hőmérsékletű volt. Az innen begyűjtött és elszállított vízmintákról megemlítették, hogy később elszíneződtek. Forrásainak vizét napjainkban részben az egykori sziget mellett álló Dagály fürdő hasznosítja.

## Külső hivatkozások
- Dunai Szigetek